# Tasiemczyca
Tasiemczyca, tenioza (łac. tæniasis, Taenia ‘tasiemiec’) – pasożytnicza choroba odzwierzęca przewodu pokarmowego wywoływana przez tasiemca nieuzbrojonego (Taenia saginata) lub tasiemca uzbrojonego (T. solium). W przypadku tego drugiego gatunku pasożyta żywicielem ostatecznym, poza człowiekiem, mogą być również gibbony oraz pawiany.
Formą inwazyjną obu jest wągier (łac. cysticercus). Zakażenie następuje drogą pokarmową, poprzez spożycie wołowiny lub wieprzowiny zawierającej wągry. Żywicielem pośrednim tasiemca nieuzbrojonego jest przeważnie bydło domowe, choć niekiedy mogą być nim także inne zwierzęta trawożerne (renifery, antylopy, żyrafy lub wielbłądy). Dla tasiemca uzbrojonego żywicielem pośrednim zazwyczaj jest świnia domowa, choć może być nim również dzik, niedźwiedź brunatny, niektóre małpy wąskonose i szerokonose, a nawet sam człowiek, jeżeli jest zakażony wągrzycą (autoinwazja). Jeżeli w wyniku antyperystaltyki człony maciczne tasiemca dostaną się do żołądka i uwolnią w nim onkosfery z jaj, zjawisko to określa się jako autoendoinwazja.
Skutecznym lekiem na tasiemczycę jest prazykwantel, podawany w jednorazowej dawce 10–15 mg/kg masy ciała. Pasożyty wydalane są zazwyczaj kilka godzin po jego przyjęciu. Potwierdzeniem powodzenia terapii jest niewydalanie członów tasiemca przez co najmniej 4 miesiące.

## Klasyfikacja ICD-10
| Kod choroby   | Nazwa choroby |
| ------------- | --- |
| ICD-10: B68.0 | Tasiemczyca wywołana przez tasiemca uzbrojonego (T. solium) Zakażenie tasiemcem świńskim                                                              |
| ICD-10: B68.1 | Tasiemczyca wywołana przez tasiemca nieuzbrojonego (T. saginata) Zakażenie tasiemcem bydlęcym Zakażenie wywołane przez dorosłego tasiemca T. saginata |
| ICD-10: B68.9 | Tasiemczyca, nie określona |

## Objawy
U 75% zakażonych choroba przebiega bezobjawowo. U pozostałych 25% do najczęstszych objawów klinicznych należą: bóle w okolicy nadbrzusza (wywołane podrażnieniem błony śluzowej przewodu pokarmowego), nudności, wymioty, zaburzenia apetytu, zwiększoną pobudliwość oraz zawroty głowy. Również samo przechodzenie proglotydów (członów) przez zwieracz odbytu powoduje znaczny dyskomfort u większości zakażonych. Do znacznie rzadszych objawów zaliczają się natomiast: biegunki lub zaparcia, spadek masy ciała, ucisk w gardle oraz ogólne osłabienie. Eozynofilia ma z reguły umiarkowany charakter.
W wyjątkowo ciężkich przypadkach przemieszczające się wzdłuż przewodu pokarmowego proglotydy mogą powodować zapalenie wyrostka robaczkowego, otrzewnej, dróg żółciowych oraz pęcherzyka żółciowego. Znane są również przypadki, w których skłębione strobile tasiemców wywołały ostrą niedrożność jelit lub nawet ich perforację. Jeżeli natomiast pasożyt przedostanie się do przewodu trzustkowego, istnieje ryzyko wystąpienia martwicy trzustki.

## Epidemiologia
Jaja z onkosferami tasiemca mogą być przenoszone na znaczne odległości wraz ze ściekami oraz podczas powodzi. Ich rozprzestrzenianiu sprzyja również niekontrolowane stosowanie odchodów (zwłaszcza krowich) jako nawozu naturalnego. Wykazują one także dużą odporność na działanie czynników zewnętrznych i w klimacie umiarkowanym są one zdolne przetrwać nawet rok poza organizmem żywiciela. Rolę w ich rozprzestrzenianiu odgrywają także niektóre ptaki oraz koprofauna (np. koprofagiczne żuki gnojowe mogą przenosić proglotydy nawet na odległość kilku metrów).
Jeszcze w latach 40. i 50. XX wieku częstotliwość zachorowań na tasiemczycę była znaczna (zwłaszcza na obszarach wiejskich, z uwagi na panujące tam kiepskie warunki sanitarne). W 2011 roku na całym świecie zakażonych tasiemcem nieuzbrojonym było około 70 milionów ludzi. Według ówczesnych szacunków chorobowość wynosiła: 4,5% wśród mieszkańców Meksyku, 1,4% wśród mieszkańców Filipin, 0,5% wśród mieszkańców USA i 0,3% wśród mieszkańców Szwajcarii. W tym samym czasie w Polsce odnotowywano nawet kilkaset przypadków tasiemczycy (z czego za 90% odpowiadał tasiemiec nieuzbrojony). Znacznie poważniejszy problem choroba ta stanowiła jednak w Ameryce Południowej i Środkowej, Afryce, Indiach oraz Chinach.

## Profilaktyka
W Polsce tasiemczyca podlega obowiązkowej rejestracji i przymusowemu leczeniu. Niestety, pomimo tego wiele przypadków zakażeń nie jest zgłaszanych. Każde mięso, zarówno pochodzące z ubojni, jak i z uboju gospodarczego, musi obligatoryjnie zostać poddane badaniom sanitarnym w kierunku obecności pasożytów. Statystyki pokazują jednak, że część przypadków wągrzycy o małej intensywności nie zostaje wykryta podczas kontroli. Nawet jeżeli zakażone mięso trafi do sprzedaży, istnieją skuteczne sposoby pozwalające zabić wszystkie potencjalne znajdujące się w nim larwy. Można do nich zaliczyć: mrożenie (co najmniej 5 dni w temperaturze −5 °C), gotowanie (pół godziny w temperaturze powyżej 57 °C) oraz peklowanie (5 dni w 25% roztworze soli kuchennej).